# Andrea Silenzi
Andrea Silenzi (Rome, 10 februari 1966) is een voormalig profvoetballer uit Italië, die onder meer bij AC Reggiana en Torino speelde. Hij speelde als aanvaller.

## Interlandcarrière
Silenzi speelde één officiële wedstrijd voor het Italiaans voetbalelftal. Onder leiding van bondscoach Arrigo Sacchi maakte hij zijn debuut voor de Squadra Azzurra op 16 februari 1994 in de vriendschappelijke wedstrijd in Napels tegen Frankrijk (0-1), net als Lorenzo Minotti (AC Parma) en Massimiliano Cappioli (AS Roma). Het enige doelpunt in die wedstrijd kwam op naam van Youri Djorkaeff. Silenzi, op dat moment spelend voor Torino, viel in die wedstrijd na 45 minuten in voor Pierluigi Casiraghi.

## Erelijst
Torino
- Coppa Italia

1993
 AC Reggiana
- Topscorer Serie B

1990 (23 goals)